# Tegecoelotes corasides
Tegecoelotes corasides is een spinnensoort in de taxonomische indeling van de nachtkaardespinnen (Amaurobiidae).
Het dier behoort tot het geslacht Tegecoelotes. De wetenschappelijke naam van de soort werd voor het eerst geldig gepubliceerd in 1906 door Friedrich Wilhelm Bösenberg & Embrik Strand.